# Те Пука и Мули
Те Пука и Мули је ненасељено острвце у саставу атола Нукунону у оквиру острвске територије Токелау у јужном делу Тихог океана. Налази се у северозападном делу атола, између острваца Вини и Те Факанава. Прекривено је тропским растињем.